# Мравићи
Мравићи је насељено место у Босни и Херцеговини у општини Добој Југ. Административно припада Федерацији Босне и Херцеговине, односно њеном Зеничко-добојском кантону. Према попису становништва из 2013. у насељу је било 1.601 становника, а већинску популацију у насељу чинили су Бошњаци.
До 1992. село се налазило у саставу општине Добој.

## Становништво
По последњем службеном попису становништва из 2013. године у насељу Мравићи живело је 1.601 становника, а село је било етнички хомогено са већинском бошњачком популацијом.
| Националност | 2013. | 1991.          | 1981.          | 1971.        |
| Бошњаци      | —     | 1.347 (91,26%) | 1.496 (88,92%) | 935 (89,73%) |
| Хрвати       | —     | 87 (5,89%)     | 101 (7,50%)    | 92 (8,82%)   |
| Срби         | —     | 1 (0,06%)      | 1 (0,07%)      | 5 (0,48%)    |
| Југословени  | —     | 20 (1,35%)     | 42 (3,12%)     | 6 (0,57%)    |
| Албанци      | —     | 0              | 0              | 1 (0,09%)    |
| Словенци     | —     | 0              | 0              | 1 (0,09%)    |
| остали       | —     | 21 (1,42%)     | 5 (0,37%)      | 2 (0,19%)    |
| Укупно       | 2.808 | 1.783          | 1.540          | 1.197        |